# Telmatoscopus pentacus
Telmatoscopus pentacus är en tvåvingeart som beskrevs av Duckhouse 1978. Telmatoscopus pentacus ingår i släktet Telmatoscopus och familjen fjärilsmyggor. Inga underarter finns listade i Catalogue of Life.